# نوزلي الجنوبية (دائرة انتخابية في المملكة المتحدة)

نوزلي الجنوبية

نوزلي الجنوبية (بالإنجليزية: Knowsley South)‏ هي إحدى الدوائر الانتخابية في المملكة المتحدة الممثلة في مجلس العموم في برلمان المملكة المتحدة.
عضو البرلمان الذي يمثلها حالياً هو :Mr Edward O'Hara (Lab).